# J
J е десетата буква от латинската азбука. Присъщо за тази буква е, че има много различна звукова стойност – обаче, в английски, има звукова стойност /dʒ/. Това е различно от други езици, в които буквата J има стойност /j/, /h/ или /ʒ/.